# Toshikazu Kawasaki
 (mai 2025).
Si vous disposez d'ouvrages ou d'articles de référence ou si vous connaissez des sites web de qualité traitant du thème abordé ici, merci de compléter l'article en donnant les références utiles à sa vérifiabilité et en les liant à la section « Notes et références ».
Toshikazu Kawasaki (川崎 敏和, Kawasaki Toshikazu), né le 26 novembre 1955 à Kurume, Fukuoka, est un origamiste japonais. Il est surtout connu pour avoir créé et présenté un modèle de rose qu'il a présenté à la Convention de New York en 1994.
Notons qu'il enseigne également les mathématiques et qu'il est l'auteur de théories mathématiques relatives à l'origami.